# Hans Holdt
Hans Holdt (13. januar 1904 – februar 1962), var en dansk bokser i weltervægt.
Som amatør boksede Hans Holdt for IF Sparta. Han vandt det danske amatørmesterskab i weltervægt i 1924. Han deltog året efter ved europamesterskaberne i Stockholm, hvor han vandt sølv i mellemvægt. 
Hans Holdt debuterede som professionel bokser den 2. maj 1926 ved et stævne i Oslo, da han besejrede den rutinerede englænder Nat Brooks, der forinden havde opnået 84 sejre i 146 kampe. Holdt vandt på point efter 10 omgange. Den næste kamp blev bokset i København, hvor Holdt besejrede landsmanden Fritz Willumsen, hvorefter han tabte sin tredje kamp til englænderen Jack Donn. Efter de første syv kampe opnåede Hans Holdt 3 sejre, 3 uafgjorte og et nederlag.
Efter den lidt turbulente start på karrieren vandt Holdt i årene 1927-1928 en par kampe, der blev afviklet i Oslo og i København. Holdt flyttede herefter basen til Paris, hvor han i 1928 vandt 9 kampe ud af 10. Han boksede tillige i Sverige, England og Italien. Den 11. januar 1929 blev han matchet mod landsmanden Harald Nielsen i en kamp om det danske mesterskab i weltervægt. Holdt havde forinden 24 kampe med kun 4 nederlag, hvorimod Harald Nielsen gjorde sin professionelle debut. Harald Nielsen havde dog vist sine evner som amatør, da han i 1925 havde vundet EM i weltervægt. Holdts rutine var dog udslagsgivende, og Holdt vandt det danske mesterskab på point efter 10 omgange. 
Holdt fortsatte sejrsrækken, og den 14. januar 1931 fik Hans Holdt som den første dansker efter Knud Larsen og Søren Petersen chancen for at vinde det professionelle europamesterskab, da han blev matchet mod belgieren Gustave Roth i København. Roth var en rutineret bokser, der 5 gange tidligere havde forsvaret titlen med held. Det lykkedes ikke Hans Holdt at vriste titlen fra Roth, der vandt på point efter 15 omgange. Roth vandt siden europamesterskabet i både mellem- og letsværvægt. 
Holdt fortsatte karrieren og vandt en lang række kampe i Danmark, men fik aldrig igen chancen for at vinde europamesterskabet. Holdts sidste kamp blev afviklet i juledag 1941 i Hamborg, hvor Holdt tabte på point til den franske letsværvægter Charles Rutz. 
Hans Holdt opnåede 92 kampe, hvoraf 67 blev vundet (21 før tid), 13 tabt (6 før tid) og 11 endte uafgjort.

## Eksterne links
- Professionel rekordliste (Webside ikke længere tilgængelig) på boxrec.com